# Lajos Lőrincze
Lajos Lőrincze (ur. 24 listopada 1915 we wsi Szentgál, zm. 11 października 1993 w Budapeszcie) – węgierski językoznawca i edukator.
Studiował hungarystykę i germanistykę na Katolickim Uniwersytecie Pétera Pázmánya; w 1941 r. uzyskał dyplom nauczyciela.
Był szczególnie znany ze swojej działalności popularyzatorskiej. Prowadził szereg audycji radiowych i programów telewizyjnych poświęconych językowi węgierskiemu. Był redaktorem odpowiedzialnym „Édes Anyanyelvünk”. Prowadził program „Tessék kérdezni – a nyelvész válaszol”.